# Фукаґава (Хоккайдо)

43°43′24″ пн. ш. 142°3′13″ сх. д. / 43.72333° пн. ш. 142.05361° сх. д.
Фукаґа́ва (яп. 深川市, ふかがわし, МФА: [ɸukagawa ɕi̥]) — місто в Японії, в окрузі Сораті префектури Хоккайдо.

## Короткі відомості
Розташоване в центральній частині префектури, на півночі рівнини Ісікарі. Виникло на базі японської колонії у 1880-х роках. Транспорно-пересадочний вузол. Основою господарства є рисівництво та вирощування яблук. Станом на 1 жовтня 2008 року площа міста становила 529,23 км². Станом на 31 березня 2017 населення міста становило 21 370 осіб.